# Moussa Traoré (calciatore 1971)
Moussa Traoré (Anyama, 25 dicembre 1971) è un ex calciatore ivoriano, di ruolo attaccante.

## Carriera

### Club
Ha preso parte al campionato ivoriano, francese, saudita, e della Riunione.

### Nazionale
Ha giocato per la nazionale di calcio ivoriana per 6 anni, totalizzando 15 presenze e vincendo la Coppa delle nazioni africane 1992.

## Palmarès

### Club

#### Competizioni internazionali
- Coppa delle Coppe dell'AFC: 1

Al-Shabab: 2000-2001

### Nazionale
- Coppa d'Africa: 1

1992

### Individuale
- Miglior giocatore dei Mondiali Under-16: 1

Canada 1987
- Capocannoniere dei Mondiali Under-16: 1

Canada 1987 (5 reti, alla pari con Jurij Nykyforov